# Elsa Nordström (arkivarie)
Elsa Margareta Nordström, född 19 augusti 1916 i Stockholm, död 22 februari 1997 i Oscars församling i Stockholm, var en svensk förste arkivarie och skriftställare av i synnerhet biografiska artiklar.
Elsa Nordström blev Fil kand i Stockholm 1940 och anställdes vid Krigsarkivet 1946, där hon tjänstgjorde som dess första arkivarie mellan 1958 och 1981. Nordström deltog med ett stort antal biografiska artiklar i historiska facktidskrifter.
Elsa Nordströms farföräldrar var grosshandlaren Sten Otto Nordström och Jenny Carolina Elfstrand. Hon var dotter till ägaren av Penningby slott, ångturbinsteknikern direktör Vilhelm Nordström (1883–1961) och Dagmar (född Brehmer), och syster till civilingenjören, professor Lars Nordström och civilingenjören och prästen Sten Nordström. Elsa Nordström är begravd på Gamla kyrkogården i Gävle.